# Försegel

Fock eller Genua

Klyvare

Jagare

Försegel är enligt marin tradition de segel som bidrar till att en båt eller ett skepp faller – det vill säga girar från vinden. På fritidsbåtar numera avses oftast de segel som sitter för om masten – på större skepp även övriga segel som hör till fockmasten (den förliga masten på skepp med flera master) och bogsprötet.
Vanligaste förseglet i modern yachtrigg är focken, ett stagsegel som sitter mellan förstäven och masttoppen (eller nära masttoppen: se 7:8 och masthead) och oftast är fäst mot ett stag – fockstaget, förstaget eller toppstaget. Seglets tre hörn ("horn") kallas halshorn (det hörn som fästs i däcket, stäven eller bogsprötet), fallhorn (det övre hörnet där fallet – linan som seglet hissas i – är fäst) och skothorn (det aktra hörnet där skotet – den lina som kontrollerar seglets ställning – är fäst). Seglets akterkant kallas akterlik, förkanten kallas staglik och underkanten undre lik.
Focken överlappar numera ofta storseglet, s.k. genua(-fock). Genuan är en uppfinning av den svenske seglaren Sven Salén som vid en kappsegling i Genua 1927 drog fördel av en lucka i regelverket med ett kraftigt överlappande försegel. I tävlingssammanhang har det sedan dykt upp flera specialvarianter: till exempel gennaker som är ett mellanting mellan ett försegel och undanvindssegel (spinnaker).
På större båtar och fartyg kan finnas flera stagsegel för om främsta masten: Stagfock som sitter på fockstaget mellan båtens stäv och salningen (skarven mellan undermast och toppmast, normalt ca 2/3 av mastens totala höjd), förstäng(stagseglet) mellan märsstångstoppen och bogsprötet, klyvaren (eller inre och yttre klyvare) som sitter på klyvarstaget mellan klyvarbommen (en förlängning av bogsprötet) och märsstångstoppen eller salningen, samt jagaren som sitter på toppstaget mellan jagarbommen (en ytterligare förlängning) och masttoppen.
Åtminstone fram till medlet av 1700-talet (till exempel på regalskeppet Vasa) fanns också ofta ett råsegel – blinda – under bogsprötet, ibland ytterligare ett – bovenblinda – på en liten stång längst fram på bogsprötet.